# 鳞籽莎
鳞籽莎（学名：Lepidosperma chinense），为莎草科鳞籽莎属下的一个植物种。